# (4729) Mikhailmilʹ
(4729) Mikhailmilʹ (1980 RO2) – planetoida z pasa głównego asteroid okrążająca Słońce w ciągu 3,31 lat w średniej odległości 2,22 j.a. Odkryta 8 września 1980 roku.